# Eupithecia dichroma
Eupithecia dichroma là một loài bướm đêm trong họ Geometridae.